# Thomas Byström
Thomas Karl Elof Byström (Estocolmo, 27 de noviembre de 1893-Lidingö, 22 de julio de 1979) fue un jinete sueco que compitió en la modalidad de doma. Participó en los Juegos Olímpicos de Los Ángeles 1932, obteniendo una medalla de plata en la prueba por equipos.

## Palmarés internacional
| Juegos Olímpicos | Juegos Olímpicos             | Juegos Olímpicos | Juegos Olímpicos |
| Año              | Lugar                        | Medalla          | Categoría        |
| ---------------- | ---------------------------- | ---------------- | ---------------- |
| 1932             | Los Ángeles (Estados Unidos) | Medalla de plata | Por equipos      |